# 維拉爾河畔馬爾利
維拉爾河畔馬爾利是瑞士的城鎮，位於該國的西部，由弗里堡州負責管轄，面積1.41平方公里，海拔高度736米，2011年人口82，九成人口信奉羅馬天主教，人口密度每平方公里58人。